# Saint-Léger-lès-Authie
Saint-Léger-lès-Authie és un municipi francès situat al departament del Somme i a la regió dels Alts de França. L'any 2007 tenia 90 habitants.

## Demografia

### Població
El 2007 la població de fet de Saint-Léger-lès-Authie era de 90 persones. Hi havia 36 famílies de les quals 8 eren unipersonals (8 homes vivint sols), 20 parelles sense fills i 8 parelles amb fills.
La població ha evolucionat segons el següent gràfic:
Habitants censats

### Habitatges
El 2007 hi havia 45 habitatges, 38 eren l'habitatge principal de la família, 5 eren segones residències i 2 estaven desocupats. 44 eren cases i 1 era un apartament. Dels 38 habitatges principals, 33 estaven ocupats pels seus propietaris i 5 estaven llogats i ocupats pels llogaters; 1 tenia dues cambres, 5 en tenien tres, 11 en tenien quatre i 21 en tenien cinc o més. 35 habitatges disposaven pel capbaix d'una plaça de pàrquing. A 23 habitatges hi havia un automòbil i a 14 n'hi havia dos o més.

### Piràmide de població
La piràmide de població per edats i sexe el 2009 era:
| Homes | Edats   | Dones |
| ----- | ------- | ----- |
| 0     | 95 o +  | 0     |
| 0     | 90 a 94 | 0     |
| 4     | 85 a 89 | 0     |
| 0     | 80 a 84 | 4     |
| 4     | 75 a 79 | 4     |
| 0     | 70 a 74 | 0     |
| 0     | 65 a 69 | 0     |
| 8     | 60 a 64 | 4     |
| 4     | 55 a 59 | 0     |
| 4     | 50 a 54 | 4     |
| 0     | 45 a 49 | 4     |
| 12    | 40 a 44 | 4     |
| 0     | 35 a 39 | 4     |
| 4     | 30 a 34 | 0     |
| 4     | 25 a 29 | 0     |
| 0     | 20 a 24 | 0     |
| 8     | 15 a 19 | 4     |
| 4     | 10 a 14 | 0     |
| 8     | 5 a 9   | 0     |
| 4     | 0 a 4   | 0     |

## Economia

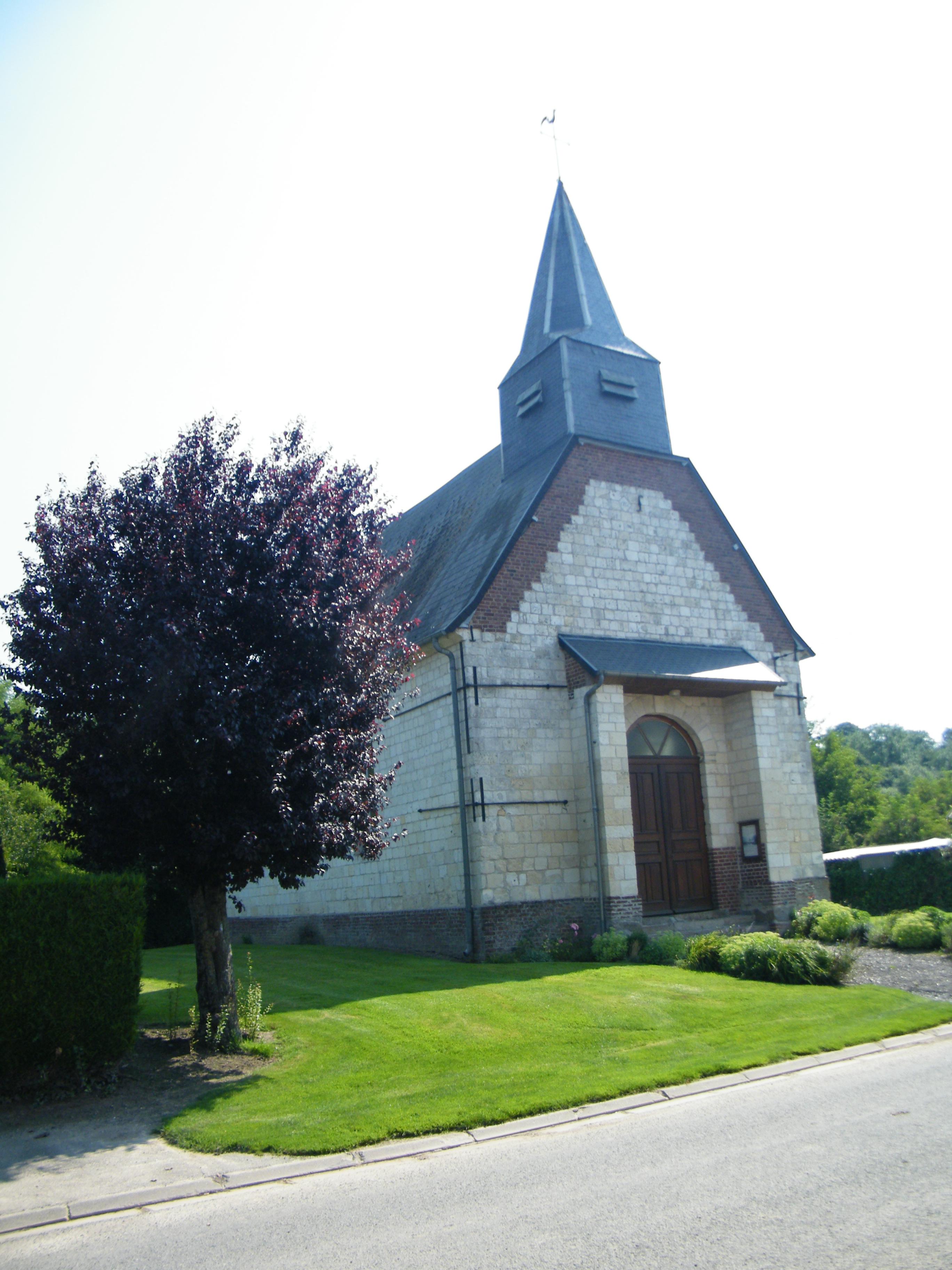
Església

El 2007 la població en edat de treballar era de 52 persones, 36 eren actives i 16 eren inactives. De les 36 persones actives 34 estaven ocupades (18 homes i 16 dones) i 2 estaven aturades (1 home i 1 dona). De les 16 persones inactives 6 estaven jubilades, 2 estaven estudiant i 8 estaven classificades com a «altres inactius».
Activitats econòmiques
L'any 2000 a Saint-Léger-lès-Authie hi havia 4 explotacions agrícoles.

## Poblacions més properes
El següent diagrama mostra les poblacions més properes.